# Bordo de ataque

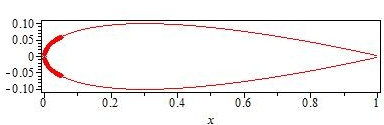
Seção de uma superfície aerodinâmica, destacando o bordo de ataque

Bordo de ataque, em uma definição aerodinâmica, é a parte da asa da aeronave que primeiro entra em contato com o ar, ou a borda anterior da seção de um aerofólio, em uma definição estrutural.

## Efeito aerodinâmico

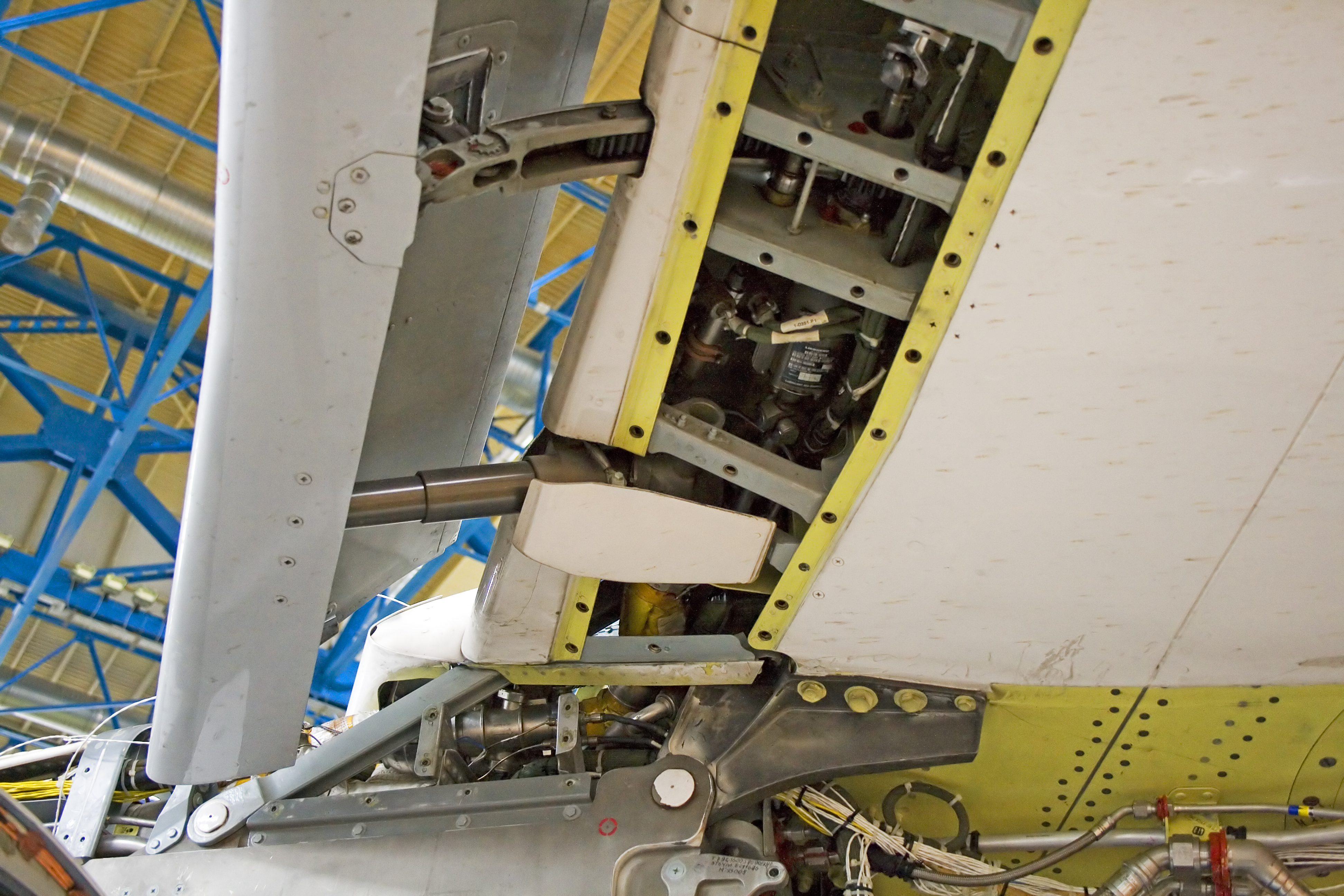
Sistema acionador do conjunto slat/bordo de ataque, que faz variar o ângulo de ataque

Em um aerofólio, o bordo de ataque é uma região de estagnação, onde se concentra a maior pressão aerodinâmica. A partir deste ponto, ocorre a divisão do fluxo de ar e a pressão diminui ao longo do percurso do fluido na superfície do aerofólio, ocorrendo inicialmente um aumento da velocidade na superfície superior em relação à superfície inferior, onde há um escoamento chamado livre. Este gradiente diferencial de velocidade do fluido faz com que a pressão na superfície superior seja menor que na superfície inferior, ou seja, é produzida uma força resultante de baixo para cima. Nas asas das aeronaves equipadas com slats, o bordo de ataque tem um ângulo de ataque variável. Quanto maior este ângulo, maior o diferencial de pressão, ocorrendo um maior arrasto aerodinâmico.